# Wiktor Lezerkiewicz
Wiktor Lezerkiewicz, po 1949 Victor Lewis (ur. 25 sierpnia 1919 w Krakowie, zm. 16 października 2009 w Nowym Jorku) – ocalony z Holokaustu przez Oskara Schindlera.

## Życiorys
Urodził się w Krakowie w rodzinie żydowskiej, jako syn Abrahama i Berty Lezerkiewiczów. Mieszkali przy ulicy Targowej 1, a ojciec Wiktora miał sklep z tekstyliami przy ulicy Rejtana 5. Miał czworo rodzeństwa. Był piłkarzem żydowskiego klubu Makkabi Kraków.
Podczas II wojny światowej został przesiedlony wraz z rodziną do krakowskiego getta. Podczas deportacji w październiku 1942 zostali wysłani do obozu zagłady w Bełżcu. Wiktor po przepiłowaniu metalowych krat pilnikiem, który miał ukryty w podeszwie, zdołał razem z bratem Leszkiem wyskoczyć przez okienko w wagonie. W obozie zginęli jego rodzice i 25-letnia siostra Greta. Następnie wrócił pieszo do getta w Krakowie. Po jego likwidacji w marcu 1943 trafił do obozu w Płaszowie. 
W październiku 1944 przy pomocy Oskara Schindlera został przetransportowany do obozu w Brunnlitz na Morawach. Pracował tam jako elektryk, mimo iż nigdy nim nie był. Należał do liczącej około 30 osób konspiracyjnej antynazistowskiej grupy zbrojnej, stworzonej z obawy, że wraz z nadejściem frontu wschodniego hitlerowcy mogą zwiększyć swoją aktywność ludobójczą w obozach koncentracyjnych. Grupa była podzielona na pięć podgrup. Do grupy Lezerkiewicza należeli: Józef Lipschutz, Michał Medziuch, Szlomo Poźniak, Eli Dubnikow i Józef Jonas. Członkowie grupy przechodzili wewnątrz obozu przeszkolenie wojskowe w pełnej konspiracji oraz utrzymywali kontakt z czeską partyzantką. Oskar Schindler opuszczając obóz dostarczył grupie 9 karabinów i 10 pistoletów. 
Wiktor Lezerkiewicz wraz z innymi zatrudnionymi w fabryce doczekał wyzwolenia w maju 1945. Po zakończeniu wojny wrócił do Krakowa, gdzie w lipcu 1945 wziął ślub z Reginą Steiner, którego udzielił im rabin Menasze Lewartow. W 1949 wraz z żoną wyemigrował do Stanów Zjednoczonych i założył VR Precision Corporation produkującą części do samolotów.
Zmarł w Nowym Jorku.